# Wielka Puszcza (Prusy)

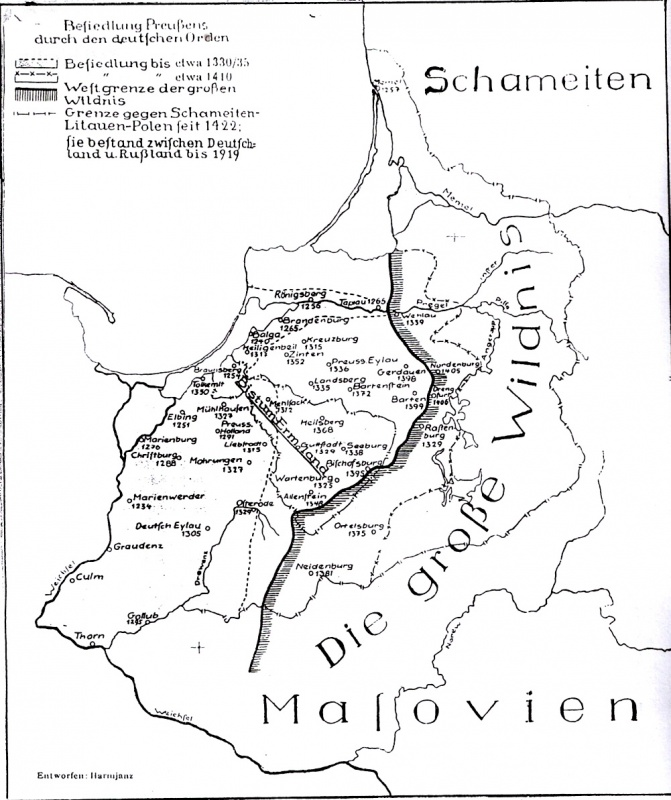
Zasięg Państwa Zakonnego i obszar Wielkiej Puszczy (Grosse Wildnis) w XIV i na początku XV wieku.

Wielka Puszcza (niem. Grosse Wildnis, wildnis – pustkowie) – średniowieczne określenie kronikarzy na wyludniony puszczański obszar, położony na kresach państwa zakonnego, graniczący od północnego wschodu z Litwą, a od południa z Mazowszem. Wcześniej zamieszkany był przez Galindów (dlatego nazywany bywa także Puszczą Galindzką) oraz Jaćwingów. 
W przeszłości teren Wielkiej Puszczy zamieszkiwał pruski lud Galindów, jednak pod koniec XIII wieku była to już niemal całkowicie wyludniona kraina. Nie jest pewne, jakie były tego przyczyny i kiedy to nastąpiło. Historycy uważają, że przyczyną mogły być najazdy jaćwieskie, litewskie i polskie lub ekspansja zakonu krzyżackiego. Przypuszczalnie jednak plemię Galindów wyginęło jeszcze przed przybyciem do Prus Krzyżaków. Wyniki najnowszych badań paleobotanicznych wskazują, że trwałe wylesienie sporych powierzchni tej puszczy nastąpiło już w X–XI wieku. 
W XIII i XIV wieku wyludniony obszar Wielkiej Puszczy rozciągał się w całych południowych Prusach i na pograniczu prusko-mazowieckim i prusko-litewskim. Po podboju przez Zakon Prus Górnych i Warmii w XIV wieku stopniowo był kolonizowany od zachodu i północy. Na mocy pokoju mełneńskiego z 1422 roku wytyczono granice między Państwem zakonnym, Polską a Litwą, co dało początek zorganizowanemu osadnictwu. 
W XV wieku nieskolonizowany obszar Wielkiej Puszczy obejmował komturie (później starostwa w Prusach Książęcych od 1525 r.): piskie, ełckie, straduńskie, zelkowskie i węgoborskie (węgorzewskie). 
Pierwsza faza kolonizacja Wielkiej Puszczy w XV i XVI w. odbywała na południu z dużym udziałem ludności polskiej z Mazowsza (Mazurzy), stąd z czasem obszar ten został nazwany „Pruskim Mazowszem” lub „Pruskimi Mazurami”, a potem skrótowo Mazurami. Jej wschodnią i północną część natomiast zasiedlali również osadnicy litewscy i żmudzcy (Litwini pruscy), stąd znana jest jako Pruska Litwa (lub Mała Litwa). Duża część osadników pochodziła również z wcześniej zasiedlonych obszarów Prus.
Drugą fazę kolonizacji tych obszarów leśnych w Prusach Książęcych (a później w Królestwie Prus) realizowano w ramach osadnictwa szkatułowego od połowy XVII wieku.
Południowa część Wielkiej Puszczy należąca do Mazowsza stała się znana jako „Zagajnica”, a później Puszcza Kurpiowska i była kolonizowana dopiero od II połowy XVII wieku przez osadników z innych części Mazowsza oraz Mazurów z Prus (zwanych „Prusikami”). 
Po dawnym kompleksie leśnym zostały współcześnie: 
- Puszcza Piska
- Puszcza Borecka
- Puszcza Romincka
- Puszcza Nidzicka
- Puszcza Napiwodzko-Ramucka
- Puszcza Zielona